# 圧縮比
圧縮比（あっしゅくひ、英: Compression Ratio、CR）とは、内燃機関および外燃機関の内燃室（ないねんしつ）において、最も容積が大きくなる時の容量と、最も容積が小さくなる時の容量の比率を表す値であり、一般的な熱機関の基本的な仕様となる値でもある。

## 概要
レシプロエンジンにおいては、内燃室はシリンダー、ピストン、燃焼室で構成される。ピストンがシリンダー内部で上下動する時、ピストン下死点の時に内燃室容積は最大となり、ピストン上死点の時に内燃室容積は最小となる。この比率がそのエンジンの圧縮比である。
例えばシリンダーが900 cc、燃焼室が100 ccの容積を持ち、なおかつ平坦なピストントップのピストンを用いていて、ピストンが下死点にある時に内燃室全体が1000 ccの容積を持つ単気筒エンジンを例に取ると、ピストンが上死点に達するとシリンダー内の容積は1000 ccから燃焼室そのものの容積である100 ccまで圧縮される。この時、内燃室の最大：最小容量比は 1000 : 100 となり、圧縮比として表すと 10 : 1 となる。
エンジンがより高い熱効率を発揮して、同じ量の混合気からより大きな運動エネルギーを取り出すためには、圧縮比は高い方が理想的である。圧縮比が高ければ高いほど、排気量と投入燃料量が同じでもピストンを押し下げる圧力が大きくなるためである。一般的に、同じ系列のエンジンでも高い圧縮比のエンジンは低い圧縮比のエンジンより高出力・高トルクである場合が多い。
しかし、高い圧縮比を持つガソリンエンジンは、品質の悪い燃料を使用した場合にノッキングを起こしやすくなる。これが余りにも酷くなるとプレイグニッションやデトネーションといった異常燃焼に発展し、最終的にはピストン溶損などのエンジンブローに至ってしまう。これを防ぐためにはハイオクガソリンを用いるか、点火時期を通常よりも遅らせることが必要になる。1970年代後半に電子制御式燃料噴射装置が登場すると、エンジンにはノッキングを検出して自動的に点火時期を遅らせるためにノックセンサーが多くの車両で用いられるようになり、アメリカでは1996年にOBD2準拠のECUの搭載と同時にノックセンサーの搭載も義務付けられるようになった。
点火時期を遅らせるということは、それだけ混合気の膨張エネルギーのロスも大きくなるため、馬力やトルクの低下に繋がる。そのため、ガソリンエンジンにおいては極端に高すぎる圧縮比は点火時期設定の制約が大きくなり、却って性能低下に繋がるという事態になる。
その一方で、圧縮点火機関であるディーゼルエンジンは、圧縮力によって燃料を自然発火させる構造上、ガソリンエンジンでいうノッキングを意図的に起こすことで点火するため、ガソリンエンジンよりも高い圧縮比を設定することが可能となる。故に、高圧縮比に耐えるエンジンにせざるを得ないと言うコスト面でのハンデはあるものの、ディーゼルエンジンの方がガソリンエンジンよりも熱効率に優れるという結論ともなる。

## 定義式
圧縮比は以下のような式で求められる。
{\displaystyle {\mbox{CR}}={\frac {{\tfrac {\pi }{4}}b^{2}s+V_{c}}{V_{c}}}}
b = シリンダーのボア（直径）
s = ピストンのストローク長
Vc = ピストンが上死点に達した時の内燃室の最小容積。この数値は燃焼室容積とは必ずしもイコールになるとは限らないため、ピストンと燃焼室が複雑な形状をしていることが目視で明らかな場合や、フルノーマルエンジンでも出来るだけ正確な現状の容積を求めたい場合には、ピストンとシリンダーヘッドをシリンダーブロックに組み付けた上で圧縮上死点を出し、プラグホールから灯油などの液体を注入して、燃焼室満杯まで注入できた量を直接測定して算出することが望ましい。

## エンジン形式別の代表的な圧縮比

### ガソリンエンジン（自然吸気仕様）
通常、複雑で高度な電子制御機構を持たないごく普通の自然吸気ガソリンエンジンの場合には、デトネーションを防ぐために圧縮比が 10：1 よりも高い数値となることは少ない。アメリカにおいては1955年から1972年にかけて、一部の超高性能エンジンを搭載した市販特別仕様車では 13：1 などの極めて高い圧縮比を持つものも現れたが、安全のために高濃度のテトラエチル鉛を大量に添加した専用有鉛ハイオクガソリンを使用することが絶対条件であった。ジャガーは1981年に 14：1 というガソリンエンジンでは限界に近い高圧縮比のエンジンを登場させたが、ほどなく 12.5：1 まで圧縮比を落としている。
ノッキングの開始を防ぐのに使用されるエンジン制御としては、吸気ポートが混合気を燃焼室に供給する際に何らかの機構を用いてスワール（横渦流）やタンブル（縦渦流）を意図的に発生させることが挙げられる。また、噴射された燃料がシリンダー内で気化熱を吸収することで温度を下げる直噴を、ノッキング対策として採用する例も増加している。近年の高度に電子制御された可変バルブ機構やノックセンサーを含めた点火時期制御が行われているエンジンでは、87オクタンのレギュラーガソリンでも 11：1 を超える高い圧縮比の実現が可能となっている。
このような高度な技術が使われているエンジンの中には、2005年式BMW・K1200Sのように 13：1 という高圧縮比を持つものも存在する。近年ではマツダが、2010年にSKYACTIV-Gという名称で圧縮比 14：1 のエンジンを発表し、2011年以降複数モデルの市販車に搭載している。2019年には次世代SKYACTIVとして圧縮比15.0：1（欧州仕様は16.3：1）のSKYACTIV-Xが発表され、MAZDA3に搭載された。
ただし近年増えているミラーサイクルエンジンの類では高膨張比を目的に見かけ上の圧縮比を高めており、諸元上の圧縮比の数値に較べて有効圧縮比がかなり低い。このため諸元上で圧縮比を比較する場合は注意を要する。

### ガソリンエンジン（過給機仕様）
ターボチャージャーやスーパーチャージャーを搭載したエンジンでは、圧縮比は 9：1 以下とされることが一般的である。この場合、自然吸気仕様エンジンとシリンダーヘッドを共用するものにおいては、ピストンヘッドに大きなへこみを設けることで圧縮比を下げることが多い。
1980年代のターボエンジンでは 7：1 等の低い圧縮比を持つものも珍しくはなかった。このようなエンジンは総じて大きめのターボチャージャーに0.5 - 1.0 kgf/cm2 程度の高めの最大過給圧が設定されており、いわゆるドッカンターボと呼ばれるフィーリングを持っていたが、近年のターボエンジンでは 9：1 前後の圧縮比で非過給領域の効率を上げ、小さめのターボチャージャーで0.3 - 0.5 kgf/cm2 程度の最大過給圧としてレスポンスの低下を抑えるマイルドチャージと呼ばれるセッティングが主流となっている。
近年のダウンサイジングエンジンでは直噴と過給器の組み合わせがセオリーとなっている。直噴により圧縮比をあげられるため圧縮比は 10：1 前後のものも出てきている。

### ガソリンエンジン（レース仕様）
ワークス・チームなどで用いられるレース用オートバイやF1等に搭載される、純然たるレース専用エンジンにおいては、14：1 以上という極めて高い圧縮比が用いられることも珍しくはない。使用されるガソリンもレース専用の超高オクタンのスペシャルガソリンを用いることが前提とされる。
プライベーター向けに市販されるレース用オートバイでは、86 - 90オクタン前後のガソリンが使用されることも考慮して、12：1 前後の圧縮比とされることが一般的である。
なお、インディカーやチャンプカーのように燃料にメタノールやエタノールを用いるエンジンでは圧縮比が 15：1 に達する。
ターボ時代のF1では、当時最高峰の性能を誇っていたホンダ製V6ターボエンジンでも1983年のRA163Eで 9.4：1 、1985年から1986年に掛けて使用されたRA167Eでも 7.4：1 から 8.4：1 前後であった。この様な圧縮比であっても過給圧は4バール(約4 kgf/cm2)を超え、最高出力は600馬力から1500馬力以上に達した。使用されるガソリンにはノッキングを防ぐために大量のトルエンが添加されており、市販車のターボエンジンとは大きく異なる特性を持っていた。

### LPG/CNGエンジン
タクシーや商用車で用いられるLPGやCNG仕様エンジンでは、一般的に同系列のガソリンエンジンよりも高い圧縮比が用いられることが多い。これはLPGやCNGの耐ノッキング性能がガソリンよりも優れているためである。

### 2ストロークエンジン
2ストロークエンジンはその特性上4ストロークエンジンと比較して圧縮比は低めに抑えられる傾向がある。
市販車両でもレーサーレプリカのカテゴリーに属するホンダ・NSR250Rでも 7.4：1 という圧縮比であり、特別な排気デバイスなどを持たない2ストロークエンジンは 7：1 から 6：1 程度の圧縮比に抑えられることが一般的であった。
近年ではユーロ3規制などの厳しい排ガス規制に対応するために、排気ポート形状を変更するなどして 12：1 等の4ストロークエンジン並みの高い圧縮比を持つ車両も登場してきたが、これにより2ストロークならではの高回転まで伸びるフィーリングや最高出力は大きくスポイルされてしまっている。

### ディーゼルエンジン
点火プラグを用いない圧縮点火機関であるディーゼルエンジンは圧縮上死点にて燃焼室に噴射ポンプを用いて直接燃料を噴射し、圧縮によって得られる高温によって着火させるため、ガソリンエンジンの限界とされる圧縮比 14：1 を大きく超えることが普通である。
ディーゼルエンジンの適切な圧縮比は燃料噴射方式とシリンダーヘッドの副燃焼室形状、ピストンキャビティ(主燃焼室)形状などに依存するため、旧式の副燃焼室式エンジンでも 20：1～22：1 前後、コモンレール式登場以前の直接噴射式エンジンでは 18：1 から 20：1 前後の圧縮比が採用されることが一般的であった。ターボエンジンでも、ガソリンエンジンと違い、過早着火の心配がないため、圧縮比を下げる必要がなく、高圧過給による熱効率の向上が可能である（ただし構造物の強度上の過給圧の限界はある）。
ただし、現在ではエンジン自体の軽量化や排気ガス性能の向上のため、圧縮比を下げる傾向がある。マツダのSKYACTIV-Dには圧縮比 14：1 のものも存在する。

## 圧縮圧力の測定によるエンジンの診断
エンジンの状態を診断するために点火プラグを取り外してコンプレッションテスター（圧力計）を接続し、クランキングすることで圧縮圧力の測定を行い、エンジンを分解することなくシリンダーヘッドやピストンリングの状態診断を行うことが出来る。
シリンダーの圧縮圧力から圧縮比を知ることは不可能であるが、カタログに記載されたスペック表などから圧縮比が判明している場合や、チューニング後に圧縮比を計算や測定で算出している場合など、エンジンの圧縮比が事前に分かっている場合には、以下の計算式から燃料に点火爆発しない場合の上死点における圧縮圧力を求めることが出来る。
{\displaystyle p=p_{0}C_{r}^{\gamma }}
p0 は、ピストン下死点(Bottom Dead Center/BDC)でのシリンダー圧力であり、通常は大気圧である1気圧である。Cr は圧縮比。γは混合気の比熱比であり、通常は空気の値である1.4かメタン混合物の1.3の間の数値を用いる。
例えば、ガソリンエンジンで圧縮比が 10 : 1 に設定され空気を圧縮する場合、上死点(TDC)の圧縮圧力は下記の通りとなる。
{\displaystyle p_{\mathrm {TDC} }=(1\,\mathrm {bar} )\times 10^{1.4}=25.1\,\mathrm {bar} \;(=25.1\,\mathrm {kgf/cm^{2}} )}
この数値はカムタイミングに依存するが、通常の自動車用エンジンのデザインではこの数値を最低でも10バールまたはpsiで大ざっぱに表して圧縮比の15倍から20倍（このエンジンでは150 - 200 psi）に設定する。しかし、レース用の特殊エンジンや定置用のエンジンではこの数値の範囲から外れる場合もある。計算で得られた数値と実際に測定して得られた数値とが（カムタイミングなどを考慮しても）大きく異なる（測定結果が大幅に低い）場合はエンジンに何らかの不具合があると推定される。
圧縮圧力はピストンリングやバルブシートの劣化により、設計圧縮圧力から次第に下がっていく。粘度の高いエンジンオイルを使用することで多少は劣化による圧縮圧力の低下を応急修理的に回復させることも不可能ではないが、極端に圧縮圧力が下がっている場合、特に多気筒エンジンで各シリンダー間の圧縮平均値の-10%を上回るシリンダーが現れた場合には次のような方法で圧縮が落ちている原因を判定し、直ちに何らかの修理が必要である。
- 圧縮圧力を測定して、計算で得られた数値（通常はメーカーにより基準数値が修理書などに記載されている）よりも極度に低いシリンダーが見つかった場合には、プラグホールから小さじ一杯程度のエンジンオイルをピストンヘッドに垂らして、再度圧縮圧力を測定する。
- もしもこれで圧縮が大幅に回復した場合にはピストンリングやピストン、シリンダーなどの腰下の不具合に起因する圧縮漏れ（発進時に白煙を吹く場合には、オイルリング不良によるオイル上がりも併発している）であり、これでも圧縮が全く回復しない場合にはシリンダーヘッドやヘッドガスケット、バルブシートとポペットバルブの密着具合などの腰上の不具合に起因する圧縮漏れ（発進時に白煙を吹く場合にはバルブステムシール不良によるオイル下がりも併発している）であること。圧縮の回復がわずかである場合には腰上と腰下の両方に不具合があることが判定出来る。
- さらに部品ごとに細かく漏れの原因を探る場合にはleak-down testerを用いる場合もある。

## 動的圧縮比
上記の計算式で算出された圧縮比は、通常の場合カタログスペックでも用いられるものであるが、この計算ではピストンがシリンダーの下部の下死点(BDC)で停止して吸排気バルブも完全に閉鎖され、その状態から圧縮された容積がエンジンの実容積であるという仮定の下で算出される、いわば静的圧縮比(せいてきあっしゅくひ、Static Compression Ratio/SCR)と呼べる類の数値である。
しかし、実際のバルブタイミングでは吸気バルブの閉鎖は殆どの場合下死点の後で行われる。そのため、下死点を通り過ぎて上昇を始めたピストンにより、吸気バルブ付近の混合気はいくらかは吸気ポートへ押し戻されることになる。また、吸気ポートやインテークマニホールドのヘルムホルツ共鳴を利用した慣性過給や、排気ポートやエキゾーストマニホールドの排気洗浄作用のセッティングによっては、吸気行程時のシリンダー内の圧力は大気圧よりも高くなっている場合もある。これにより前述の計算上の静的圧縮比は始動しているエンジン内部でそのまま成立するものではなく、実際には上記の様々な条件の下で補正された動的圧縮比(どうてきあっしゅくひ、Dynamic Compression Ratio/DCR)が現れるのである。
この動的圧縮比は、そのエンジンに組み込まれるカムシャフトのプロフィールやバルブタイミングの設定により大きく変化する。純正カムやローカムなどで下死点よりも手前で吸気バルブが閉じる場合には比較的高くなる傾向を示し、ハイカムなどで下死点より後で吸気バルブが閉じる場合にはより低い値を示す傾向となるが、いずれも静的圧縮比より低い値になる。
ピストンの下死点は実測或いは図上でもストロークとコネクティングロッドの長さを利用して三角法で算出することが可能であるが、このようにして算出された絶対的な総排気量は上記の理由により、必ずしも動的圧縮比の計算に準用出来るものとは限らない。動的圧縮比を算出するためには吸気バルブが閉じた時のピストンの位置を起点に総排気量を算出しなければならない。
例えば、冒頭の計算例で用いられた「シリンダーが900 cc、燃焼室が100 ccの容積を持ち、なおかつ平坦なピストントップのピストンを用いていて、ピストンが下死点にある時に内燃室全体が1000 ccの容積を持つ単気筒エンジン」を例に取ると、静的圧縮比は 10 : 1 となるが、仮にこのエンジンの吸気バルブのバルブタイミングが、ピストンが上昇してシリンダー容積が650 ccになった位置で全閉すると仮定した場合、動的圧縮比は 750 : 100 = 7.5 : 1 となる。
同様のことが静的圧縮比の上死点圧力計算で用いられる比熱比の値にも言える。通常は空気の比熱比である1.4が用いられるが、この数値は高熱且つ排気ガスや混合気が複雑に混じり合う内燃室内部の状況については考慮されていない。そのため、動的圧縮比の計算においてはメタン混合物の値である1.3かあるいはそれよりも低い1.2という値が用いられる。
例えば静的圧縮比が 10 : 1、上記のようなピストン位置補正を行って動的圧縮比が 7.5 : 1 と算出されたエンジンがあると仮定すると、前述のプレイグニッションが発生する圧縮圧力を見積もる公式は以下のようになる。
{\displaystyle D_{p}=D_{p_{0}}\cdot DC_{r}^{\gamma }}
Dp0 には大気圧である1バール(14.5 psi若しくは海面大気圧の14.7 psi)ではなく、13.7 psi(約0.945バール)という値を用いることが望ましいとされている。γについても1.3もしくは1.2が用いられるため、実際に動いているエンジンのプレイグニッションに至る上死点圧力は、想定される最悪の条件を考慮して計算すると下記の通りとなる。
{\displaystyle D_{p_{TDC}}=(0.945\,\mathrm {bar} )\times 7.5^{1.2}=10.6\,\mathrm {bar} \;(=10.6\,\mathrm {kgf/cm^{2}} )}
こうした計算の結果、エンジン設計で用いられる規定圧縮圧力は高くても10バール前後が安全であると見積もられるのである。

## チューニングによる圧縮比変更
エンジンのチューニングにより圧縮比が変わるのは、大まかに以下のような場合である。
1. ピストン変更 - ピストンヘッドの切削・交換。
2. 大幅なボアアップ。
3. 燃焼室の加工 - 肉盛り(高圧縮比)・切削(低圧縮比)。シリンダーヘッドの面研。
4. ヘッドガスケットの変更 - ガスケットの厚みを変更する。薄いと高圧縮比、厚いと低圧縮比。

チューニングをする際には、現状の圧縮比を知る必要がある。圧縮比がなければ、エンジンの性能と耐久性を確保できないからである。たとえば、高圧縮比のエンジンでは、ピストンヘッドや燃焼室内壁、ポペットバルブにすすが堆積し、次第に内燃室最小容積が減少、圧縮比が自然増大する傾向を示す。そのため耐久性を重視したチューンの際には圧縮比を過剰に上げすぎないようにする。レーシングエンジンには極端に高圧縮比のものが存在するが、それらはレースごとのオーバーホールによって性能を保っている。
市販状態から圧縮比を変更する際は、エンジンのスペック諸元を入手すれば現在の総排気量と圧縮比、ボア・ストロークを知ることができる。例えば総排気量105 cc、圧縮比 9.5 : 1 の単気筒エンジンの場合には、圧縮上死点の際の内燃室最小容積は約11 ccと推定出来る。チューン済みのエンジンでは、バルブを閉じた状態で燃焼室に灯油などを満たしてその容量を量ることで、燃焼室容積を算出できる。変更後は改めて、液体を用いて圧縮比を得る。
旧車のチューンにおいては、純正品の入手困難により他エンジンのピストン流用が行われるが、その際の圧縮比変化量が作業前に分からないので、組み付け後の測定とそれに応じたピストン再加工が繰り返し必要になる。
OHCエンジンでガスケット変更やシリンダーヘッド面研による圧縮比変更を行った場合は、その変更した厚さに応じてストロークが変化するため、バルブタイミングや点火時期も厚さが変化した分ズレが生じる。このようなガスケット組み付けや面研作業後には、カムスプロケットの調整によるバルブタイミングの変更や、ディストリビューターやカムポジションセンサーの調整による点火時期変更を適切に行わなければ、本来の性能を発揮できなくなり、変更前より性能が低下する場合がありうる。
なお、圧縮比を調整する手法としては他にも複数枚のガスケットと標準の指定よりネジ部の長いプラグを組み合わせる手法も存在するが、点火位置がズレることに伴い点火時期にもズレが生ずるうえ失敗した場合プラグとピストンの接触も起こりうる。

## サーブの可変圧縮エンジン
通常のレシプロエンジンではシリンダーボア、ストローク、燃焼室容積は（すすの付着によるわずかな減少を除けば）常に一定であるため、圧縮比も常に一定であるのが普通である。これは例えノッキングでエンジンに損害が出た場合であっても変わることはない。
但し、サーブが実験用エンジンとして研究を進めているSaab Variable Compression engine (SVC)では、エンジン内部の燃焼状態に応じて直接的に内燃室の容積を変更して、圧縮比を変える機構が用いられている。
その機構とは、オートバイエンジンのようにクランクケースとシリンダーを別体式とし、シリンダーとクランクケースの接合面の片側に蝶番を設け、もう片側に油圧式のアクチュエーターを配置してシリンダーそのものを上下させることで、内燃室容積全体を変化させるというものである。

## 可変圧縮比エンジン
サーブのSVCは近代的で高度な技術力で可変圧縮比を実現した一例だが、このような機構の可変圧縮比エンジン(Variable Compression Ratio/VCR)のアイデア自体は、1920年代にHarry Ricardoによって最初に考案された。彼のアイデアは当時は技術力が追いつかなかった上、その後ガソリンエンジンはガソリンのオクタン価を調整してノッキング対策を行う方向に向かったために当時は実用化には至らず、サーブの手により再び世に現れるまでは自動車工学界でも長年忘れ去られていた技術だったのである。
サーブはこの研究を更に進めて、ガソリンエンジンでありながらディーゼルエンジンに比肩する燃焼効率を持つエンジンを開発することを目指してOffice of Advanced Automotive Technologiesという研究機関を立ち上げ、日産、ボルボ、PSA・プジョーシトロエンおよびルノーなどが共同研究に参加していたが、2016年に日産が実用化し量産車への搭載を開始した。詳細は別ページの可変圧縮比エンジンを参照。
なお、アトキンソンサイクルエンジンもこうした可変圧縮比を実現するための最初の試みの一つであった。